# Championnat du monde masculin de curling 1967
Navigation
Édition précédente Édition suivante
Le Championnat du monde masculin de curling 1967 (nom officiel : Scotch Cup) est le 9e championnat du monde masculin de curling.

Il a été organisé en Écosse dans la ville de Perth sur le Perth Ice Rink.

## Équipes
| Canada | France | Allemagne                                                                                            | Norvège                                                                                                 |
| Parkway CC, Toronto, Ontario Skip: Alf Phillips, Jr. Third: John Ross Second: Ron Manning Lead: Keith Reilly | Mont d'Arbois CC, Megève Skip: Jean-Albert Sulpice Third: Maurice Sulpice Second: Philippe Chambat Lead: Pierre Boan | Munchener EV, M?unich Skip: David Lampl Third: Günther Hummelt Second: Ottmar Paebst Lead: Rolf Klug | Geilo CC Skip: Erling Brusletto Third: Erland Naess Second: Kare Oyo Lead: Einar Rebne                  |
| Écosse | Suède | Suisse                                                                                               | États-Unis                                                                                              |
| Kilgraston & Moncrieffe CC, Perth Skip: Chuck Hay Third: John Bryden Second: Alan Glen Lead: David Howie     | Fjällgårdens CK, Stockholm Skip: Bob Woods Third: Totte Åkerlund Second: Bengt af Kleen Lead: Ove Söderström         | Thun CC Skip: Franz Marti Third: Ueli Stauffer Second: Peter Staudenmann Lead: Kurt Maier            | Seattle CC, Washington Skip: Bruce Roberts Third: Tom Fitzpatrick Second: John Wright Lead: Doug Walker |

## Classement
| Pays       | Skip                | V | D |
| ---------- | ------------------- | - | - |
| États-Unis | Bruce Roberts       | 7 | 0 |
| Canada     | Alf Phillips, Jr.   | 6 | 1 |
| Écosse     | Chuck Hay           | 5 | 2 |
| Suède      | Bob Woods           | 4 | 3 |
| Norvège    | Erling Brusletto    | 2 | 5 |
| France     | Jean-Albert Sulpice | 2 | 5 |
| Allemagne  | David Lampl         | 1 | 6 |
| Suisse     | Franz Marti         | 1 | 6 |

*Légende: V = Victoire - D = Défaite

## Résultats

### Match 1
| Équipes                | 1 | 2 | 3 | 4 | 5 | 6 | 7 | 8 | 9 | 10 | Total |
| ---------------------- | - | - | - | - | - | - | - | - | - | -- | ----- |
| Canada (Phillips, Jr.) | – | – | – | – | – | – | – | – | – | –  | 7     |
| Suède (Woods)          | – | – | – | – | – | – | – | – | – | –  | 5     |

| Équipes              | 1 | 2 | 3 | 4 | 5 | 6 | 7 | 8 | 9 | 10 | Total |
| -------------------- | - | - | - | - | - | - | - | - | - | -- | ----- |
| États-Unis (Roberts) | – | – | – | – | – | – | – | – | – | –  | 17    |
| France (Sulpice)     | – | – | – | – | – | – | – | – | – | –  | 5     |

| Équipes           | 1 | 2 | 3 | 4 | 5 | 6 | 7 | 8 | 9 | 10 | Total |
| ----------------- | - | - | - | - | - | - | - | - | - | -- | ----- |
| Écosse (Hay)      | – | – | – | – | – | – | – | – | – | –  | 34    |
| Allemagne (Lampl) | – | – | – | – | – | – | – | – | – | –  | 0     |

| Équipes             | 1 | 2 | 3 | 4 | 5 | 6 | 7 | 8 | 9 | 10 | Total |
| ------------------- | - | - | - | - | - | - | - | - | - | -- | ----- |
| Suisse (Marti)      | – | – | – | – | – | – | – | – | – | –  | 9     |
| Norvège (Brusletto) | – | – | – | – | – | – | – | – | – | –  | 10    |

### Match 2
| Équipes                | 1 | 2 | 3 | 4 | 5 | 6 | 7 | 8 | 9 | 10 | Total |
| ---------------------- | - | - | - | - | - | - | - | - | - | -- | ----- |
| Canada (Phillips, Jr.) | – | – | – | – | – | – | – | – | – | –  | 13    |
| Suisse (Marti)         | – | – | – | – | – | – | – | – | – | –  | 3     |

| Équipes              | 1 | 2 | 3 | 4 | 5 | 6 | 7 | 8 | 9 | 10 | Total |
| -------------------- | - | - | - | - | - | - | - | - | - | -- | ----- |
| États-Unis (Roberts) | – | – | – | – | – | – | – | – | – | –  | 8     |
| Écosse (Hay)         | – | – | – | – | – | – | – | – | – | –  | 7     |

| Équipes          | 1 | 2 | 3 | 4 | 5 | 6 | 7 | 8 | 9 | 10 | Total |
| ---------------- | - | - | - | - | - | - | - | - | - | -- | ----- |
| Suède (Woods)    | – | – | – | – | – | – | – | – | – | –  | 16    |
| France (Sulpice) | – | – | – | – | – | – | – | – | – | –  | 5     |

| Équipes             | 1 | 2 | 3 | 4 | 5 | 6 | 7 | 8 | 9 | 10 | Total |
| ------------------- | - | - | - | - | - | - | - | - | - | -- | ----- |
| Allemagne (Lampl)   | – | – | – | – | – | – | – | – | – | –  | 9     |
| Norvège (Brusletto) | – | – | – | – | – | – | – | – | – | –  | 8     |

### Match 3
| Équipes                | 1 | 2 | 3 | 4 | 5 | 6 | 7 | 8 | 9 | 10 | Total |
| ---------------------- | - | - | - | - | - | - | - | - | - | -- | ----- |
| Canada (Phillips, Jr.) | – | – | – | – | – | – | – | – | – | –  | 17    |
| Norvège (Brusletto)    | – | – | – | – | – | – | – | – | – | –  | 8     |

| Équipes              | 1 | 2 | 3 | 4 | 5 | 6 | 7 | 8 | 9 | 10 | Total |
| -------------------- | - | - | - | - | - | - | - | - | - | -- | ----- |
| États-Unis (Roberts) | – | – | – | – | – | – | – | – | – | –  | 11    |
| Allemagne (Lampl)    | – | – | – | – | – | – | – | – | – | –  | 4     |

| Équipes          | 1 | 2 | 3 | 4 | 5 | 6 | 7 | 8 | 9 | 10 | Total |
| ---------------- | - | - | - | - | - | - | - | - | - | -- | ----- |
| Écosse (Hay)     | – | – | – | – | – | – | – | – | – | –  | 21    |
| France (Sulpice) | – | – | – | – | – | – | – | – | – | –  | 7     |

| Équipes        | 1 | 2 | 3 | 4 | 5 | 6 | 7 | 8 | 9 | 10 | Total |
| -------------- | - | - | - | - | - | - | - | - | - | -- | ----- |
| Suède (Woods)  | – | – | – | – | – | – | – | – | – | –  | 21    |
| Suisse (Marti) | – | – | – | – | – | – | – | – | – | –  | 1     |

### Match 4
| Équipes                | 1 | 2 | 3 | 4 | 5 | 6 | 7 | 8 | 9 | 10 | Total |
| ---------------------- | - | - | - | - | - | - | - | - | - | -- | ----- |
| Canada (Phillips, Jr.) | – | – | – | – | – | – | – | – | – | –  | 17    |
| Allemagne (Lampl)      | – | – | – | – | – | – | – | – | – | –  | 3     |

| Équipes          | 1 | 2 | 3 | 4 | 5 | 6 | 7 | 8 | 9 | 10 | Total |
| ---------------- | - | - | - | - | - | - | - | - | - | -- | ----- |
| France (Sulpice) | – | – | – | – | – | – | – | – | – | –  | 11    |
| Suisse (Marti)   | – | – | – | – | – | – | – | – | – | –  | 7     |

| Équipes       | 1 | 2 | 3 | 4 | 5 | 6 | 7 | 8 | 9 | 10 | Total |
| ------------- | - | - | - | - | - | - | - | - | - | -- | ----- |
| Écosse (Hay)  | – | – | – | – | – | – | – | – | – | –  | 13    |
| Suède (Woods) | – | – | – | – | – | – | – | – | – | –  | 7     |

| Équipes              | 1 | 2 | 3 | 4 | 5 | 6 | 7 | 8 | 9 | 10 | Total |
| -------------------- | - | - | - | - | - | - | - | - | - | -- | ----- |
| États-Unis (Roberts) | – | – | – | – | – | – | – | – | – | –  | 13    |
| Norvège (Brusletto)  | – | – | – | – | – | – | – | – | – | –  | 7     |

### Match 5
| Équipes                | 1 | 2 | 3 | 4 | 5 | 6 | 7 | 8 | 9 | 10 | Total |
| ---------------------- | - | - | - | - | - | - | - | - | - | -- | ----- |
| États-Unis (Roberts)   | – | – | – | – | – | – | – | – | – | –  | 12    |
| Canada (Phillips, Jr.) | – | – | – | – | – | – | – | – | – | –  | 5     |

| Équipes           | 1 | 2 | 3 | 4 | 5 | 6 | 7 | 8 | 9 | 10 | Total |
| ----------------- | - | - | - | - | - | - | - | - | - | -- | ----- |
| Suède (Woods)     | – | – | – | – | – | – | – | – | – | –  | 12    |
| Allemagne (Lampl) | – | – | – | – | – | – | – | – | – | –  | 7     |

| Équipes        | 1 | 2 | 3 | 4 | 5 | 6 | 7 | 8 | 9 | 10 | Total |
| -------------- | - | - | - | - | - | - | - | - | - | -- | ----- |
| Écosse (Hay)   | – | – | – | – | – | – | – | – | – | –  | 19    |
| Suisse (Marti) | – | – | – | – | – | – | – | – | – | –  | 6     |

| Équipes             | 1 | 2 | 3 | 4 | 5 | 6 | 7 | 8 | 9 | 10 | Total |
| ------------------- | - | - | - | - | - | - | - | - | - | -- | ----- |
| Norvège (Brusletto) | – | – | – | – | – | – | – | – | – | –  | 13    |
| France (Sulpice)    | – | – | – | – | – | – | – | – | – | –  | 8     |

### Match 6
| Équipes              | 1 | 2 | 3 | 4 | 5 | 6 | 7 | 8 | 9 | 10 | Total |
| -------------------- | - | - | - | - | - | - | - | - | - | -- | ----- |
| États-Unis (Roberts) | – | – | – | – | – | – | – | – | – | –  | 12    |
| Suède (Woods)        | – | – | – | – | – | – | – | – | – | –  | 4     |

| Équipes                | 1 | 2 | 3 | 4 | 5 | 6 | 7 | 8 | 9 | 10 | Total |
| ---------------------- | - | - | - | - | - | - | - | - | - | -- | ----- |
| Canada (Phillips, Jr.) | – | – | – | – | – | – | – | – | – | –  | 17    |
| France (Sulpice)       | – | – | – | – | – | – | – | – | – | –  | 4     |

| Équipes             | 1 | 2 | 3 | 4 | 5 | 6 | 7 | 8 | 9 | 10 | Total |
| ------------------- | - | - | - | - | - | - | - | - | - | -- | ----- |
| Écosse (Hay)        | – | – | – | – | – | – | – | – | – | –  | 13    |
| Norvège (Brusletto) | – | – | – | – | – | – | – | – | – | –  | 3     |

| Équipes           | 1 | 2 | 3 | 4 | 5 | 6 | 7 | 8 | 9 | 10 | Total |
| ----------------- | - | - | - | - | - | - | - | - | - | -- | ----- |
| Suisse (Marti)    | – | – | – | – | – | – | – | – | – | –  | 15    |
| Allemagne (Lampl) | – | – | – | – | – | – | – | – | – | –  | 6     |

### Match 7
| Équipes                | 1 | 2 | 3 | 4 | 5 | 6 | 7 | 8 | 9 | 10 | Total |
| ---------------------- | - | - | - | - | - | - | - | - | - | -- | ----- |
| Canada (Phillips, Jr.) | – | – | – | – | – | – | – | – | – | –  | 7     |
| Écosse (Hay)           | – | – | – | – | – | – | – | – | – | –  | 6     |

| Équipes              | 1 | 2 | 3 | 4 | 5 | 6 | 7 | 8 | 9 | 10 | Total |
| -------------------- | - | - | - | - | - | - | - | - | - | -- | ----- |
| États-Unis (Roberts) | – | – | – | – | – | – | – | – | – | –  | 14    |
| Suisse (Marti)       | – | – | – | – | – | – | – | – | – | –  | 6     |

| Équipes             | 1 | 2 | 3 | 4 | 5 | 6 | 7 | 8 | 9 | 10 | Total |
| ------------------- | - | - | - | - | - | - | - | - | - | -- | ----- |
| Suède (Woods)       | – | – | – | – | – | – | – | – | – | –  | 9     |
| Norvège (Brusletto) | – | – | – | – | – | – | – | – | – | –  | 5     |

| Équipes           | 1 | 2 | 3 | 4 | 5 | 6 | 7 | 8 | 9 | 10 | Total |
| ----------------- | - | - | - | - | - | - | - | - | - | -- | ----- |
| France (Sulpice)  | – | – | – | – | – | – | – | – | – | –  | 11    |
| Allemagne (Lampl) | – | – | – | – | – | – | – | – | – | –  | 10    |

### Playoffs
|  | Demi-finales | Demi-finales |       |   | Finale | Finale |
|  | Demi-finales | Demi-finales |       |   | Finale | Finale |
|  |              |              |       |   |        |        |
|  |              |              |       |   |        |        |
|  |              |              |       |   |        |        |
|  | États-Unis   | 6            |       |   |        |        |
|  | États-Unis   | 6            |       |   |        |        |
|  | Suède        | 7            |       |   |        |        |
|  | Suède        | 7            | Suède | 5 |        |        |
|  |              |              | Suède | 5 |        |        |
|  |              | Écosse       | 8     |   |        |        |
|  | Canada       | Écosse       | 8     | 5 |        |        |
|  | Canada       |              |       | 5 |        |        |
|  | Écosse       | 8            |       |   |        |        |
|  | Écosse       | 8            |       |   |        |        |

| Champion du monde de curling 1967 |
| --------------------------------- |
| Écosse 1er titre                  |